# 후멘네

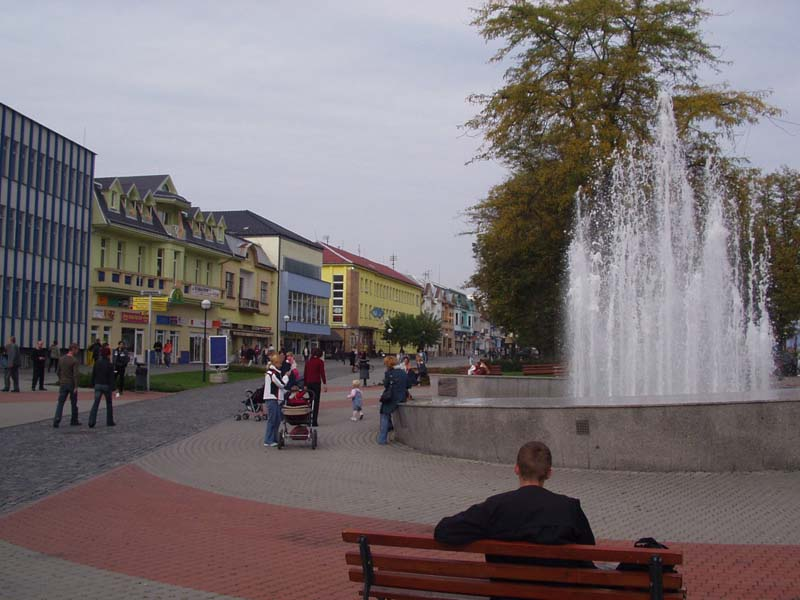
후멘네 광장

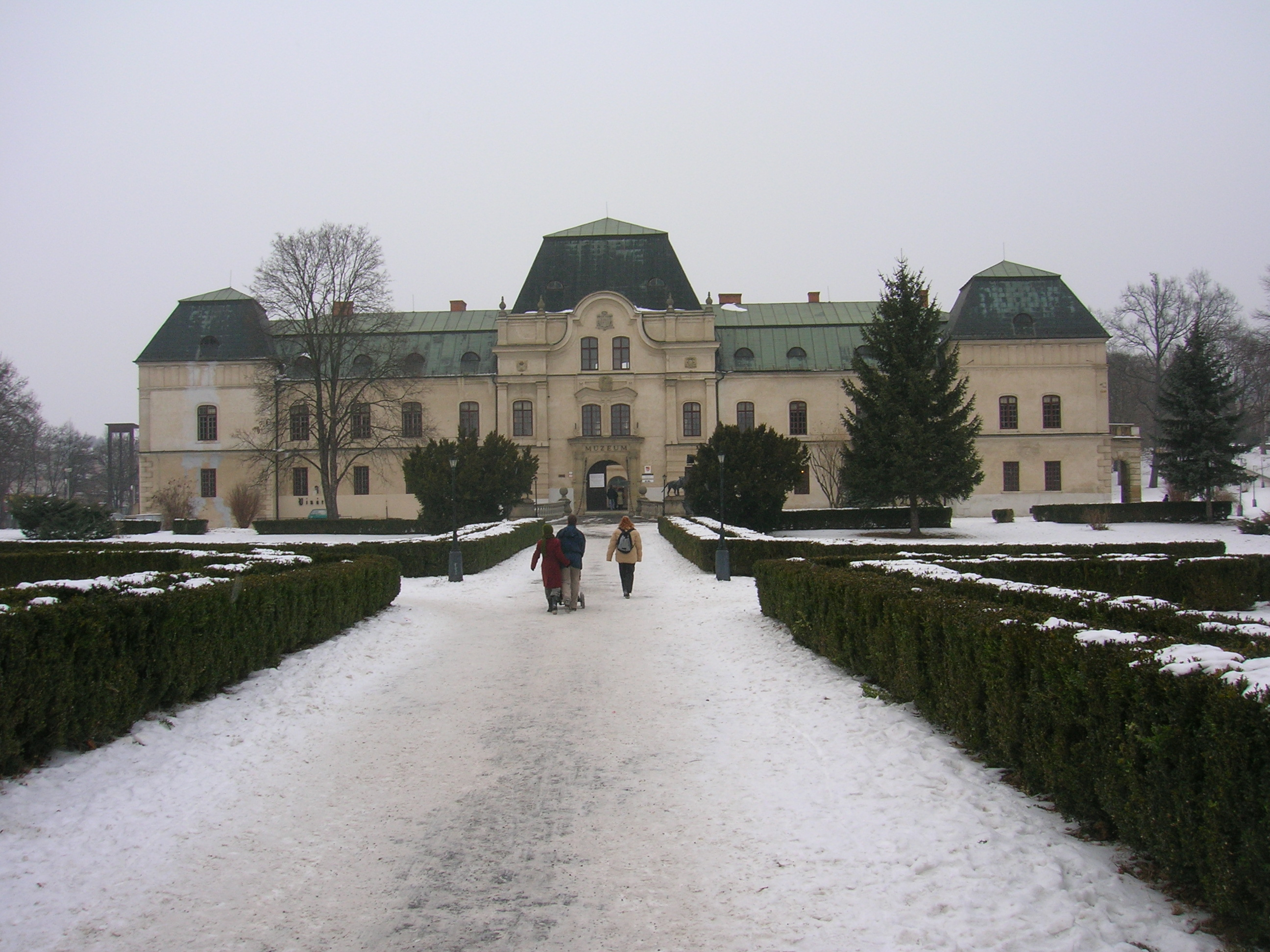
후멘네 성

후멘네(슬로바키아어: Humenné, 독일어: Homenau 호메나우[*], 헝가리어: Homonna 호몬너[*])는 슬로바키아 동부 프레쇼우 주에 위치한 도시로 면적은 28.762km2, 높이는 156m, 인구는 34,916명(2009년 기준), 인구 밀도는 1,214명/km2이다.
1317년 문헌에 처음 등장했으며 1320년경부터 1684년까지는 헝가리의 귀족 가문인 드루게트(Drugeth) 가문이 소유한 영지로 남아 있었다. 1871년에는 철도 노선이 개통되었고 1899년에는 오스트리아-헝가리 제국 최초의 경영학교가 설립되었다.

## 자매 도시
- 폴란드 야로스와프
- 헝가리 마테설커
- 폴란드 사노크
- 체코 트르제비치
- 우크라이나 페레친

## 같이 보기
- 훌륭한 병사 슈베이크